# Lilacs in the Spring
Lilacs in the Spring é um filme musical britânico de 1954, dirigido por Herbert Wilcox, com roteiro baseado no musical The Glorious Days, de Harold Purcell e Robert Nesbitt.